# World Rally Championship-3 2022
La stagione 2022 del World Rally Championship-3 è stata la 10ª edizione della seconda serie di supporto al campionato del mondo rally e si è svolta dal 20 gennaio al 13 novembre 2022.

## Riepilogo
Le squadre e gli equipaggi hanno gareggiato in tredici eventi, svoltisi contestualmente alla stagione 2022 del campionato del mondo rally, competetendo su auto conformi ai regolamenti del gruppo R e omologate nella categoria cadetta Rally3; come di consueto sono stati assegnati i titoli iridati per piloti, copiloti e squadre..
Il titolo piloti 2022 è stato vinto dal finlandese Lauri Joona mentre quello copiloti è stato conquistato dalla connazionale Enni Mälkönen, entrambi su Ford Fiesta Rally3 ma facenti parte di due differenti equipaggi; il titolo a squadre è invece andato al ceco Jan Černý, anch'egli alla guida di una Ford Fiesta Rally3.

## Calendario
Il campionato, con i suoi tredici appuntamenti, toccò quattro continenti, con dieci gare disputatesi in Europa, una in Africa, una in Asia e una in Oceania.
| Tappa | Data                   | Rally                                   | Sede                           | Superficie   |
| ----- | ---------------------- | --------------------------------------- | ------------------------------ | ------------ |
| 1     | 20-23 gennaio          | 90ème Rallye Monte-Carlo                | Monte Carlo                    | Asfalto/neve |
| 2     | 24-27 febbraio         | 69th Rally Sweden                       | Umeå, Västerbotten             | Neve         |
| 3     | 21-24 aprile           | Croatia Rally 2022                      | Zagabria                       | Asfalto      |
| 4     | 19-22 maggio           | 55º Vodafone Rally de Portugal          | Matosinhos, distretto di Porto | Sterrato     |
| 5     | 2-5 giugno             | 19º Rally Italia Sardegna               | Alghero, Sardegna              | Sterrato     |
| 6     | 23-26 giugno           | Safari Rally Kenya 2022                 | Nairobi, Contea di Nairobi     | Sterrato     |
| 7     | 14-17 luglio           | 12. Rally Estonia                       | Tartu, Tartumaa                | Sterrato     |
| 8     | 4-7 agosto             | 71st Secto Rally Finland                | Jyväskylä, Finlandia Centrale  | Sterrato     |
| 9     | 19-21 agosto           | 57ème Ardeca Ypres Rally Belgium        | Ypres, Fiandre Occidentali     | Asfalto      |
| 10    | 8-11 settembre         | 66th EKO Acropolis Rally Greece         | Lamia, Grecia Centrale         | Sterrato     |
| 11    | 29 settembre-2 ottobre | Repco Rally New Zealand 2022            | Auckland, regione di Auckland  | Sterrato     |
| 12    | 21-23 ottobre          | 57º RallyRACC Catalunya - Costa Daurada | Salou, Catalogna               | Asfalto      |
| 13    | 10-13 novembre         | FORUM8 Rally Japan 2022                 | Nagoya, Chūbu                  | Asfalto      |

## Cambiamenti nel regolamento

### Regolamento tecnico
A partire da questa stagione al campionato WRC-3 potevano partecipare soltanto equipaggi alla guida di vetture di categoria Rally3, ovvero il terzo livello della piramide regolamentare della FIA, e non più le Rally2 (ex R5), già impegnate nella serie cadetta WRC-2). L'unica auto utilizzabile, già omologata nel 2021, era la Ford Fiesta Rally3 realizzanta da M-Sport in Polonia, per la quale la FIA decise di aumentare il diametro dell'air restrictor da 30 a 31 mm, il che comportò un aumento della potenza da 200 a 235 CV e un incremento di coppia da 400 a 415 N⋅m.

### Regolamento sportivo
- La serie venne chiamata ufficialmente WRC-3 Open per evitare confusione con il campionato Junior WRC che per questa stagione era stato rinominato WRC-3 Junior.
- Vennero eliminati i punti relativi al piazzamento nella power stage, che sino alla precedente stagione venivano assegnati ai primi cinque classificati nella prova.

## Iscritti
| Costruttori | Auto               | Squadre                          | Pneumatici | Piloti                   | Copiloti           | Gare        |
| ----------- | ------------------ | -------------------------------- | ---------- | ------------------------ | ------------------ | ----------- |
| Ford        | Ford Fiesta Rally3 | Enrico Brazzoli                  | P          | Enrico Brazzoli          | Manuel Fenoli      | 1, 3, 5, 9  |
| Ford        | Ford Fiesta Rally3 | Jan Černý                        | P          | Jan Černý                | Petr Černohorský   | 1, 12       |
| Ford        | Ford Fiesta Rally3 | Jan Černý                        | P          | Jan Černý                | Petr Jindra        | 3           |
| Ford        | Ford Fiesta Rally3 | Jan Černý                        | P          | Jan Černý                | Tomáš Střeska      | 5           |
| Ford        | Ford Fiesta Rally3 | Jan Černý                        | P          | Jan Černý                | Jan Tománek        | 8           |
| Ford        | Ford Fiesta Rally3 | Jan Černý                        | P          | Jan Černý                | Tom Woodburn       | 9           |
| Ford        | Ford Fiesta Rally3 | Zoltán László                    | P          | Zoltán László            | Tamás Begala       | 1           |
| Ford        | Ford Fiesta Rally3 | Zoltán László                    | P          | Zoltán László            | Tamás Kürti        | 5, 9, 12    |
| Ford        | Ford Fiesta Rally3 | Sami Pajari                      | P          | Sami Pajari              | Enni Mälkönen      | 1–4, 7      |
| Ford        | Ford Fiesta Rally3 | Lauri Joona                      | P          | Lauri Joona              | Mikael Korhonen    | 2, 4, 7, 12 |
| Ford        | Ford Fiesta Rally3 | Lauri Joona                      | P          | Lauri Joona              | Tuukka Shemeikka   | 8           |
| Ford        | Ford Fiesta Rally3 | McRae Kimathi                    | P          | McRae Kimathi            | Mwangi Kioni       | 2–3, 6–7    |
| Ford        | Ford Fiesta Rally3 | McRae Kimathi                    | P          | McRae Kimathi            | Stuart Loudon      | 4           |
| Ford        | Ford Fiesta Rally3 | Motorsport Ireland Rally Academy | P          | William Creighton        | Liam Regan         | 2–4, 7, 10  |
| Ford        | Ford Fiesta Rally3 | M-Sport Racing KFT               | P          | Zoltán László            | Tamás Kürti        | 3           |
| Ford        | Ford Fiesta Rally3 | Ivica Siladić                    | P          | Ivica Siladić            | Jasna Durak        | 3           |
| Ford        | Ford Fiesta Rally3 | Diego Dominguez Jr.              | P          | Diego Dominguez Jr.      | Rogelio Peñate     | 5–6, 10, 12 |
| Ford        | Ford Fiesta Rally3 | Hamza Anwar                      | P          | Hamza Anwar              | Adnan Din          | 6           |
| Ford        | Ford Fiesta Rally3 | Jeremy Wahome                    | P          | Jeremy Wahome            | Victor Okundi      | 6           |
| Ford        | Ford Fiesta Rally3 | Maxine Wahome                    | P          | Maxine Wahome            | Murage Waigwa      | 6           |
| Ford        | Ford Fiesta Rally3 | Roope Korhonen                   | P          | Roope Korhonen           | Anssi Viinikka     | 7           |
| Ford        | Ford Fiesta Rally3 | Tommi Heino                      | P          | Tommi Heino              | Patric Öhman       | 8           |
| Ford        | Ford Fiesta Rally3 | Toni Herranen                    | P          | Toni Herranen            | Sebastian Virtanen | 8           |
| Ford        | Ford Fiesta Rally3 | Henri Timonen                    | P          | Henri Timonen            | Jussi Kärpijoki    | 8           |
| Ford        | Ford Fiesta Rally3 | Epameinondas Karanikolas         | P          | Epameinondas Karanikolas | Georgios Kakavas   | 10          |
| Ford        | Ford Fiesta Rally3 | Panagiotis Ismailos              | P          | Panagiotis Ismailos      | Allan Harryman     | 10          |
| Fonti:      |                    |                                  |            |                          |                    |             |

## Risultati
| Gara | Nome rally                                                                        | Vincitori                                                      | Vincitori                                                      | Vincitori                                                      | Vincitori                                                      | Vincitori |
| Gara | Nome rally                                                                        | Nº                                                             | Pilota e copilota                                              | Squadra e vettura                                              | Tempo                                                          |           |
| ---- | --------------------------------------------------------------------------------- | -------------------------------------------------------------- | -------------------------------------------------------------- | -------------------------------------------------------------- | -------------------------------------------------------------- | --------- |
| 1    | 90ème Rallye Monte-Carlo (20–23 gennaio) — Resoconto                              | 41                                                             | Sami Pajari Enni Mälkönen                                      | privato (Ford Fiesta Rally3)                                   | 3h24'39"2                                                      |           |
| 2    | 69th Rally Sweden (25–27 febbraio) — Resoconto                                    | 49                                                             | Lauri Joona Mikael Korhonen                                    | privato (Ford Fiesta Rally3)                                   | 2h24'33"8                                                      |           |
| 3    | Croatia Rally 2022 (22–24 aprile) — Resoconto                                     | 60                                                             | Zoltán László Tamás Kürti                                      | M-Sport Racing KFT (Ford Fiesta Rally3)                        | 3h32'47"0                                                      |           |
| 4    | 55º Vodafone Rally de Portugal (19–22 maggio) — Resoconto                         | 66                                                             | Sami Pajari Enni Mälkönen                                      | Sami Pajari (Ford Fiesta Rally3)                               | 4h13'33"2                                                      |           |
| 5    | 19º Rally Italia Sardegna (2–5 giugno) — Resoconto                                | 59                                                             | Jan Černý Tomáš Střeska                                        | Jan Černý (Ford Fiesta Rally3)                                 | 3h44'23"5                                                      |           |
| 6    | Safari Rally Kenya 2022 (23–26 giugno) — Resoconto                                | 34                                                             | Maxine Wahome Murage Waigwa                                    | Maxine Wahome (Ford Fiesta Rally3)                             | 5h20'21"6                                                      |           |
| 7    | 12. Rally Estonia (14–17 luglio) — Resoconto                                      | 45                                                             | Sami Pajari Enni Mälkönen                                      | privato (Ford Fiesta Rally3)                                   | 3h13'58"6                                                      |           |
| 8    | 71st Secto Rally Finland (4–7 agosto) — Resoconto                                 | 38                                                             | Lauri Joona Tuukka Shemeikka                                   | Lauri Joona (Ford Fiesta Rally3)                               | 2h42'52"5                                                      |           |
| 9    | 57ème Ardeca Ypres Rally Belgium (19–21 agosto) — Resoconto                       | 45                                                             | Jan Černý Tom Woodburn                                         | Jan Černý (Ford Fiesta Rally3)                                 | 2h53'14"2                                                      |           |
| 10   | 66th EKO Acropolis Rally Greece (8–11 settembre) — Resoconto                      | 64                                                             | Diego Dominguez Jr. Rogelio Peñate                             | Diego Dominguez Jr. (Ford Fiesta Rally3)                       | 4h02'20"1                                                      |           |
| 11   | Repco Rally New Zealand 2022 (29 settembre–2 ottobre) — Resoconto                 | Nessun concorrente ha partecipato alla gara nella serie WRC-3. | Nessun concorrente ha partecipato alla gara nella serie WRC-3. | Nessun concorrente ha partecipato alla gara nella serie WRC-3. | Nessun concorrente ha partecipato alla gara nella serie WRC-3. |           |
| 12   | 57º RallyRACC Catalunya-Costa Daurada Rally de España (21–23 ottobre) — Resoconto | 59                                                             | Lauri Joona Mikael Korhonen                                    | Lauri Joona (Ford Fiesta Rally3)                               | 3h04'36"1                                                      |           |
| 13   | FORUM8 Rally Japan 2022 (10–13 novembre) — Resoconto                              | Nessun concorrente ha partecipato alla gara nella serie WRC-3. | Nessun concorrente ha partecipato alla gara nella serie WRC-3. | Nessun concorrente ha partecipato alla gara nella serie WRC-3. | Nessun concorrente ha partecipato alla gara nella serie WRC-3. |           |

Legenda: Nº = Numero di gara.

## Classifiche
Per le graduatorie finali piloti e copiloti erano validi soltanto i migliori cinque risultati sui sei appuntamenti a cui gli equipaggi si erano iscritti

### Punteggio
Il punteggio rimase inalterato rispetto alla precedente edizione, mentre non vennero più assegnati i punti relativi al piazzamento ottenuto nella power stage.
| Posizione finale | 1ª | 2ª | 3ª | 4ª | 5ª | 6ª | 7ª | 8ª | 9ª | 10ª |
| Punti            | 25 | 18 | 15 | 12 | 10 | 8  | 6  | 4  | 2  | 1   |

### Classifica piloti
| Pos. | Pilota                  | MON | SVE | CRO | POR | ITA | SAF | EST | FIN | YPR | ACR | NZL | CAT | GIA | Punti |
| ---- | ----------------------- | --- | --- | --- | --- | --- | --- | --- | --- | --- | --- | --- | --- | --- | ----- |
| 1    | Lauri Joona             |     | 1   |     | 2   |     |     | 2   | 1   |     |     |     | 1   |     | 111   |
| 2    | Jan Černý               | 2   |     |     |     | 1   |     |     | 2   | 1   |     |     | 2   |     | 104   |
| 3    | Sami Pajari             | 1   | 4   | Rit | 1   |     |     | 1   |     |     |     |     |     |     | 87    |
| 4    | Zoltán László           | Rit |     | 1   |     | 2   |     |     |     | 2   |     |     | 4   |     | 73    |
| 5    | William Creighton       |     | 2   | 4   | Rit |     |     | 3   |     |     | 2   |     |     |     | 63    |
| 6    | Mcrae Kimathi           |     | 3   | Rit | 3   |     | 3   | 4   |     |     |     |     |     |     | 57    |
| 7    | Enrico Brazzoli         | 3   |     | 2   |     | Rit |     |     |     | 3   |     |     |     |     | 48    |
| 8    | Diego Dominguez Jr.     |     |     |     |     | Rit | Rit |     |     |     | 1   |     | 3   |     | 40    |
| 9    | Maxine Wahome           |     |     |     |     |     | 1   |     |     |     |     |     |     |     | 25    |
| 10   | Jeremy Wahome           |     |     |     |     |     | 2   |     |     |     |     |     |     |     | 18    |
| 11   | Ivica Siladić           |     |     | 3   |     |     |     |     |     |     |     |     |     |     | 15    |
| 12   | Henri Timonen           |     |     |     |     |     |     |     | 3   |     |     |     |     |     | 15    |
| 13   | Epaminondas Karanikolas |     |     |     |     |     |     |     |     |     | 3   |     |     |     | 15    |
| 14   | Toni Herranen           |     |     |     |     |     |     |     | 4   |     |     |     |     |     | 12    |
| 15   | Panos Ismailos          |     |     |     |     |     |     |     |     |     | 4   |     |     |     | 12    |
| 16   | Roope Korhonen          |     |     |     |     |     |     | 5   |     |     |     |     |     |     | 10    |
| Pos. | Pilota                  | MON | SVE | CRO | POR | ITA | SAF | EST | FIN | YPR | ACR | NZL | CAT | GIA | Punti |

| Colore  | Risultato                |
| ------- | ------------------------ |
| Oro     | Vincitore                |
| Argento | 2º posto                 |
| Bronzo  | 3º posto                 |
| Verde   | Finito a punti           |
| Blu     | Finito senza punti       |
| Blu     | Non classificato (NC)    |
| Viola   | Ritirato (Rit)           |
| Nero    | Squalificato (SQ)        |
| Nero    | Escluso (ES)             |
| Bianco  | Non ha gareggiato        |
| Bianco  | Iscrizione ritirata (WD) |
| Bianco  | Non partito (NP)         |
| Bianco  | Gara cancellata (C)      |

### Classifica copiloti
| Pos. | Copilota           | MON | SVE | CRO | POR | ITA | SAF | EST | FIN | YPR | ACR | NZL | CAT | GIA | Punti |
| ---- | ------------------ | --- | --- | --- | --- | --- | --- | --- | --- | --- | --- | --- | --- | --- | ----- |
| 1    | Enni Mälkönen      | 1   | 4   | Rit | 1   |     |     | 1   |     |     |     |     |     |     | 87    |
| 2    | Mikael Korhonen    |     | 1   |     | 2   |     |     | 2   |     |     |     |     | 1   |     | 86    |
| 3    | Tamás Kürti        |     |     | 1   |     | 2   |     |     |     | 2   |     |     | 4   |     | 73    |
| 4    | Liam Regan         |     | 2   | 4   | Rit |     |     | 3   |     |     | 2   |     |     |     | 63    |
| 5    | Manuel Fenoli      | 3   |     | 2   |     | Rit |     |     |     | 3   |     |     |     |     | 48    |
| 6    | Mwangi Kioni       |     | 3   | Rit |     |     | 3   | 4   |     |     |     |     |     |     | 42    |
| 7    | Rogelio Peñate     |     |     |     |     | Rit | Rit |     |     |     | 1   |     | 3   |     | 40    |
| 8    | Petr Černohorský   | 2   |     |     |     |     |     |     |     |     |     |     | 2   |     | 36    |
| 9    | Tomáš Střeska      |     |     |     |     | 1   |     |     |     |     |     |     |     |     | 25    |
| 10   | Murage Waigwa      |     |     |     |     |     | 1   |     |     |     |     |     |     |     | 25    |
| 11   | Tuukka Shemeikka   |     |     |     |     |     |     |     | 1   |     |     |     |     |     | 25    |
| 12   | Tom Woodburn       |     |     |     |     |     |     |     |     | 1   |     |     |     |     | 25    |
| 13   | Victor Okundi      |     |     |     |     |     | 2   |     |     |     |     |     |     |     | 18    |
| 14   | Jan Tománek        |     |     |     |     |     |     |     | 2   |     |     |     |     |     | 18    |
| 15   | Jasna Durak        |     |     | 3   |     |     |     |     |     |     |     |     |     |     | 15    |
| 16   | Stuart Loudon      |     |     |     | 3   |     |     |     |     |     |     |     |     |     | 15    |
| 17   | Jussi Kärpijoki    |     |     |     |     |     |     |     | 3   |     |     |     |     |     | 15    |
| 18   | Giorgos Kakavas    |     |     |     |     |     |     |     |     |     | 3   |     |     |     | 15    |
| 19   | Sebastian Virtanen |     |     |     |     |     |     |     | 4   |     |     |     |     |     | 12    |
| 20   | Allan Harryman     |     |     |     |     |     |     |     |     |     | 4   |     |     |     | 12    |
| 21   | Anssi Viinikka     |     |     |     |     |     |     | 5   |     |     |     |     |     |     | 10    |
| Pos. | Copilota           | MON | SVE | CRO | POR | ITA | SAF | EST | FIN | YPR | ACR | NZL | CAT | GIA | Punti |

| Colore  | Risultato                |
| ------- | ------------------------ |
| Oro     | Vincitore                |
| Argento | 2º posto                 |
| Bronzo  | 3º posto                 |
| Verde   | Finito a punti           |
| Blu     | Finito senza punti       |
| Blu     | Non classificato (NC)    |
| Viola   | Ritirato (Rit)           |
| Nero    | Squalificato (SQ)        |
| Nero    | Escluso (ES)             |
| Bianco  | Non ha gareggiato        |
| Bianco  | Iscrizione ritirata (WD) |
| Bianco  | Non partito (NP)         |
| Bianco  | Gara cancellata (C)      |

### Classifica squadre
| Pos. | Squadra                          | MON | SVE | CRO | POR | ITA | SAF | EST | FIN | YPR | ACR | NZL | CAT | GIA | Punti |
| ---- | -------------------------------- | --- | --- | --- | --- | --- | --- | --- | --- | --- | --- | --- | --- | --- | ----- |
| 1    | Jan Černý                        |     |     |     |     | 1   |     |     | 2   | 1   |     |     | 2   |     | 86    |
| 2    | Lauri Joona                      |     |     |     | 2   |     |     |     | 1   |     |     |     | 1   |     | 68    |
| 3    | Zoltán László                    |     |     |     |     | 2   |     |     |     | 2   |     |     | 4   |     | 48    |
| 4    | Diego Dominguez Jr.              |     |     |     |     |     |     |     |     |     | 1   |     | 3   |     | 40    |
| 5    | Enrico Brazzoli                  |     |     | 2   |     |     |     |     |     |     | 3   |     |     |     | 33    |
| 6    | Motorsport Ireland Rally Academy |     |     | 4   |     |     |     |     |     |     | 2   |     |     |     | 30    |
| 7    | Mcrae Kimathi                    |     |     |     | 3   |     | 3   |     |     |     |     |     |     |     | 30    |
| 8    | Sami Pajari                      |     |     |     | 1   |     |     |     |     |     |     |     |     |     | 25    |
| 9    | M-Sport Racing KFT               |     |     | 1   |     |     |     |     |     |     |     |     |     |     | 25    |
| 10   | Maxine Wahome                    |     |     |     |     |     | 1   |     |     |     |     |     |     |     | 25    |
| 11   | Jeremy Wahome                    |     |     |     |     |     | 2   |     |     |     |     |     |     |     | 18    |
| 12   | Ivica Siladić                    |     |     | 3   |     |     |     |     |     |     |     |     |     |     | 15    |
| 13   | Henri Timonen                    |     |     |     |     |     |     |     | 3   |     |     |     |     |     | 15    |
| 14   | Epaminondas Karanikolas          |     |     |     |     |     |     |     |     |     | 3   |     |     |     | 15    |
| 15   | Toni Herranen                    |     |     |     |     |     |     |     | 4   |     |     |     |     |     | 12    |
| 16   | Panos Ismailos                   |     |     |     |     |     |     |     |     |     | 4   |     |     |     | 12    |
| Pos. | Squadra                          | MON | SVE | CRO | POR | ITA | SAF | EST | FIN | YPR | ACR | NZL | CAT | GIA | Punti |

| Colore  | Risultato                |
| ------- | ------------------------ |
| Oro     | Vincitore                |
| Argento | 2º posto                 |
| Bronzo  | 3º posto                 |
| Verde   | Finito a punti           |
| Blu     | Finito senza punti       |
| Blu     | Non classificato (NC)    |
| Viola   | Ritirato (Rit)           |
| Nero    | Squalificato (SQ)        |
| Nero    | Escluso (ES)             |
| Bianco  | Non ha gareggiato        |
| Bianco  | Iscrizione ritirata (WD) |
| Bianco  | Non partito (NP)         |
| Bianco  | Gara cancellata (C)      |